# Charles Henry Muir

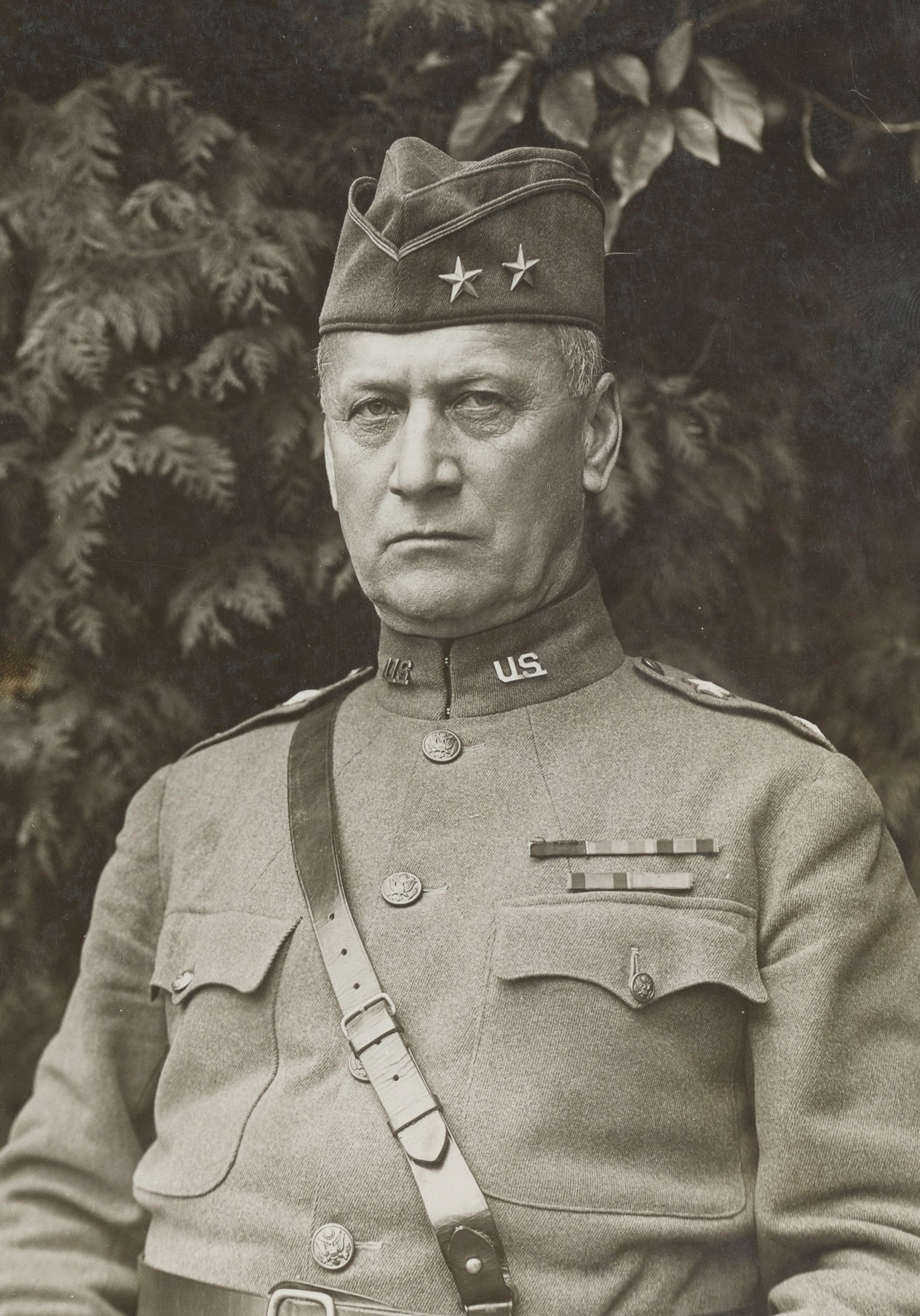
Charles H. Muir

Charles Henry Muir (* 18. Juli 1860 in Erie Township, Monroe County, Michigan; † 8. Dezember 1933 in Baltimore, Maryland) war ein Generalmajor der United States Army. Er war unter anderem Kommandeur mehrerer Infanteriedivisionen.
In den Jahren 1881 bis 1885 durchlief er die United States Military Academy in West Point. Nach seiner Graduation wurde er als Leutnant der Infanterie zugeteilt. In der Armee durchlief er anschließend alle Offiziersränge vom Leutnant bis zum Zwei-Sterne-General.
In den Jahren nach seiner Graduation in West Point nahm Muir an der Endphase der Indianerkriege teil. Dabei war er unter anderem beim 14. Infanterieregiment im Dakota-Territorium eingesetzt. Danach nahm er am Spanisch-Amerikanischen Krieg teil, wobei er auf Kuba eingesetzt war. Dort war er unter anderem als Scharfschütze tätig.
Am 2. März 1899 wurde Muir zum Hauptmann befördert. Es folgte eine Versetzung auf die Philippinen, wo er am Philippinisch-Amerikanischen Krieg teilnahm. Zwischenzeitlich war er Militärbeobachter beim Boxeraufstand in China. Nach zwischenzeitlich anderen Stationierungen in den USA und erneut auf den Philippinen gehörte er zwischen 1903 und 1907 dem Generalstab des Heeres in Washington, D.C. an. Daran schlossen sich weitere Verwendungen in den Vereinigten Staaten und auf den Philippinen an. Am 24. März 1908 erfolgte seine Beförderung zum Major und am 11. Januar 1914 wurde er zum Oberstleutnant ernannt. Zu jener Zeit war er Generalinspekteur der Nationalgarde von Illinois (1911–1915). Es folgten Versetzungen nach Texas und zum Panamakanal. Seit dem 1. Juli 1916 bekleidete Charles Muir den Rang eines Obersts (Colonel).
Nach dem amerikanischen Eintritt in den Ersten Weltkrieg kehrte Muir aus Panama in die Vereinigten Staaten zurück, wo er in Camp Jackson in South Carolina zwischen September und Dezember 1917, inzwischen als Brigadegeneral, die 162. Infanteriebrigade kommandierte. Im Dezember 1917 erhielt er im Range eines Generalmajors das Kommando über die 28. Infanteriedivision. Mit dieser Einheit wurde er im Frühjahr 1918 zu den American Expeditionary Forces nach Europa zum Kriegseinsatz verlegt. Dort nahm er mit seiner Einheit an mehreren Schlachten und Gefechten teil. Dazu gehörten unter anderem die  Schlacht an der Marne und die Maas-Argonnen-Offensive. In den letzten Wochen des Krieges erhielt Muir das Kommando über das IV. Korps. Dieses Kommando hatte er bis zum April 1919 inne. Dabei gehörte er zu den Besatzungstruppen in Deutschland.
Nach seiner Rückkehr in die Vereinigten Staaten leitete Charles Muir zwischen Juli 1919 und August 1920 das Command and General Staff College in Fort Leavenworth in Kansas. In der Folge übernahm er das Kommando über den Stützpunkt Camp Lewis das spätere Fort Lewis im Bundesstaat Washington wozu auch das Kommando über die 3. Infanteriedivision gehörte. Sein letztes Kommando übte er in Baltimore aus, wo er zwischen Dezember 1922 und Juli 1924 die 3rd Corps Area kommandierte. Anschließend ging er in den Ruhestand.
Der mit May Bennett (1869–1950) verheiratete Offizier starb am 8. Dezember 1933 und wurde auf dem amerikanischen Nationalfriedhof Arlington beigesetzt. Er hatte drei Söhne und eine Tochter. Der Sohn James Irvin Muir (1888–1964) war ebenfalls Generalmajor im US-Heer.

## Orden und Auszeichnungen
Charles Muir erhielt im Lauf seiner militärischen Laufbahn unter anderem folgende Auszeichnungen:
- Distinguished Service Cross
- Army Distinguished Service Medal
- Silver Star
- Indian Campaign Medal
- Spanish Campaign Medal
- Army of Cuban Occupation Medal
- Philippine Campaign Medal
- China Relief Expedition Medal
- Kriegskreuz (Frankreich)
- Orden der Ehrenlegion (Frankreich)
- Order of St Michael and St George (Großbritannien)